# Hambühl

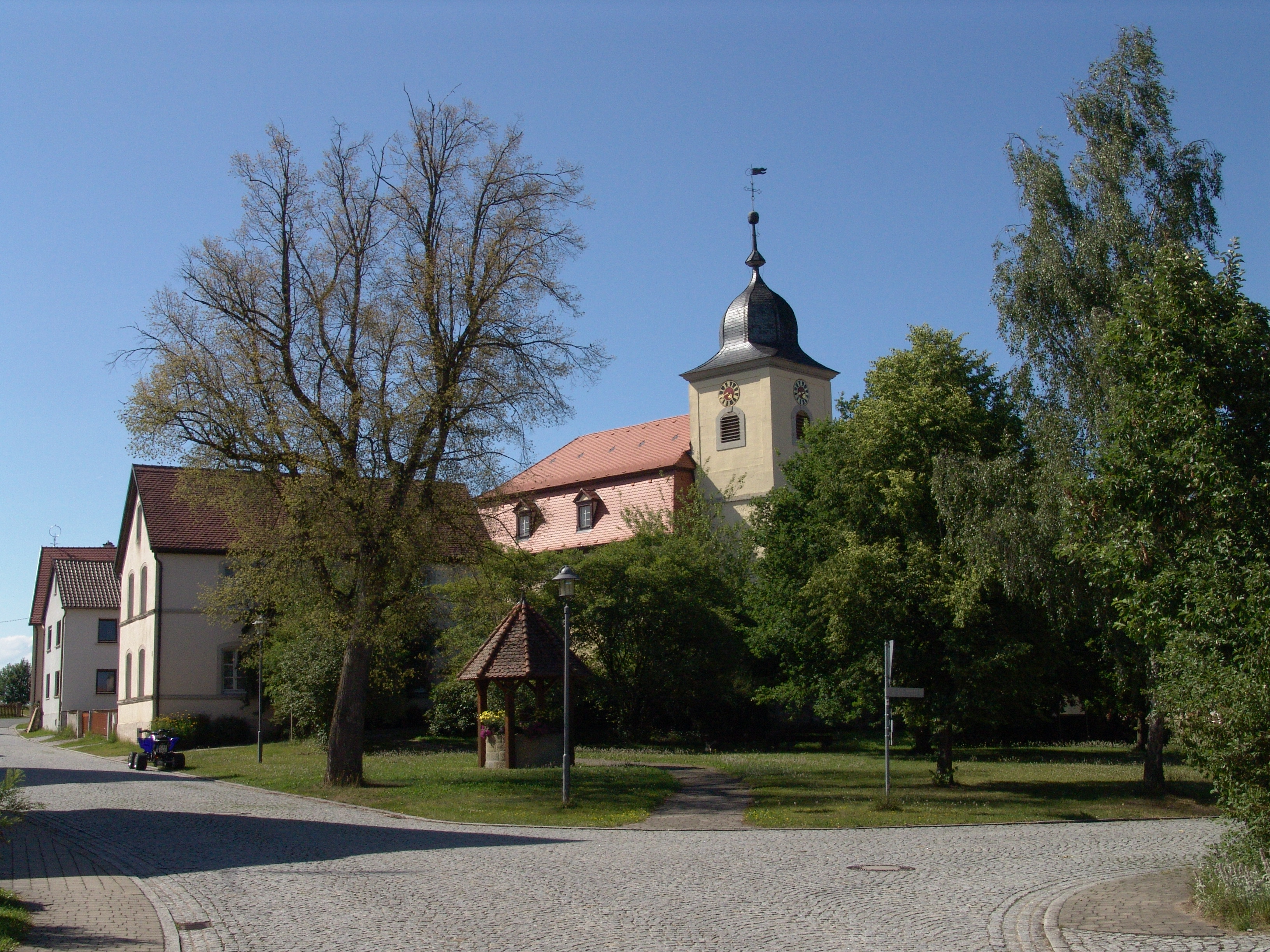
St. Matthäus

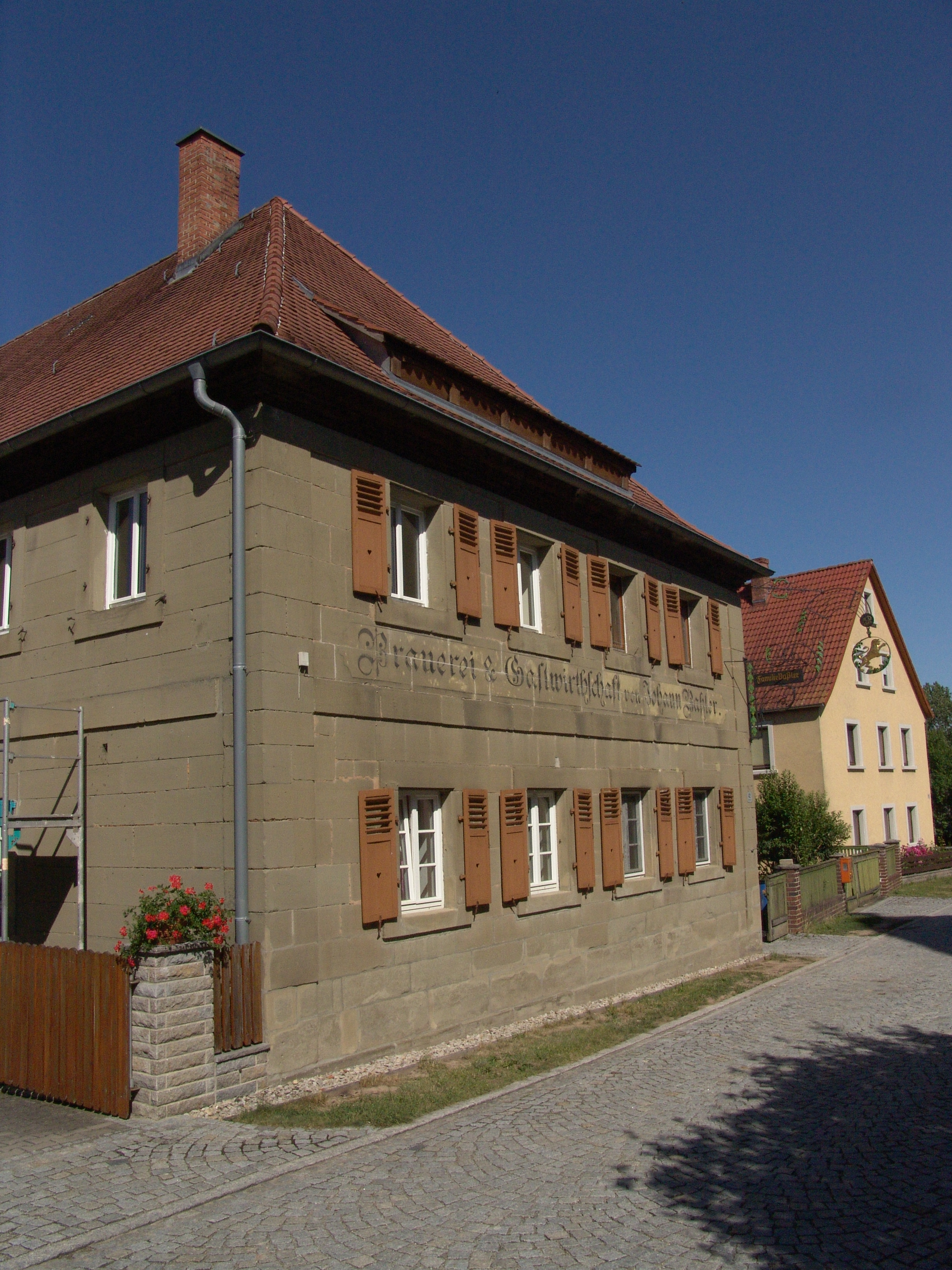
Haus Nr. 42: ehemaliges Brauereigasthaus

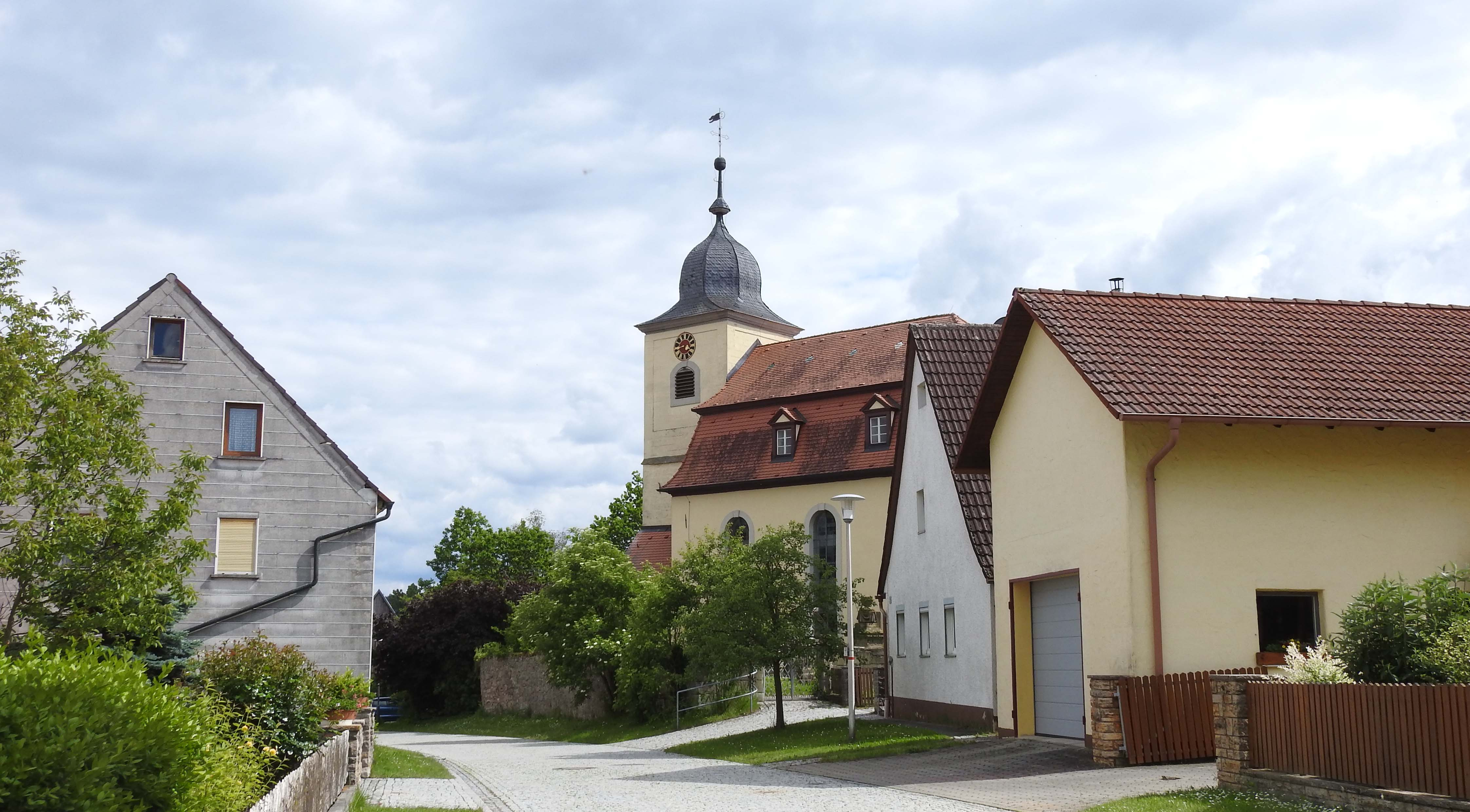
Kirche St. Matthäus in Hambühl von Nordwesten

Hambühl ist ein Gemeindeteil des Marktes Baudenbach im Landkreis Neustadt an der Aisch-Bad Windsheim (Mittelfranken, Bayern). Die Gemarkung Hambühl hat eine Fläche von 3,940 km². Sie ist in 390 Flurstücke aufgeteilt, die eine durchschnittliche Fläche von 10102,30 m² haben.

## Geographie
Das Kirchdorf liegt, ringsum von Feldern umgeben, in der Ebene des Ehebachs, eines linken Zuflusses der Aisch. Die Kreisstraße NEA 16 führt zur Bundesstraße 8 (1,2 km südlich) bzw. zur Kreisstraße NEA 15 (0,7 km nördlich). Eine Gemeindeverbindungsstraße führt die B 8 kreuzend nach Langenfeld zur Kreisstraße NEA 26 (1,9 km westlich).

## Geschichte
Der Ort wurde am 17. Juli 1172 als „Hagenbuhel“ (Hagenbühl, „Buckel mit Hagwald“, nach dem Flurnamen Hagen von hag/hac/hagjon Gehege, umfriedeter Ort (mit Dorngebüsch), (lichter) Wald, und verwandt mit Hain, kleiner Wald) erstmals urkundlich erwähnt. Das Hochstift Würzburg war Lehensherr des Ortes und verlieh 1317/22 Gutend von Seckendorff den Zehnten von einer Wiese in „Haimbuhel“. An diesem Lehen wurden später auch seine Brüder Arnold und Aberdar und ein Hörauf beteiligt. Neben dem Hochstift waren auch die Herren von Hohenlohe Lehensherrn. Im Lehenbuch Gerlachs von Hohenlohe ist am 21. März 1357 verzeichnet, dass Hans von Abenberg zu Stübach einen Garten mit einem Schafhaus in „Haunbühel“ als Lehen empfangen hat. Auch die Burggrafschaft Nürnberg war Lehensherr im Ort, wie aus dem burggräflichen Urbar (1361/64) hervorgeht. Burggraf Friedrich trug am 9. September 1377 Konrad von Abenberg das Castell’sche Lehen in „Hannbuhel“ auf. 1414 empfing ein Hans Seitz zwei Morgen Acker „am hanpuhel“ von der Burggrafschaft. Auch die Grafen von Castell waren Lehensherrn. Am 25. August 1479 erhielt Konrad von Berlichingen von ihnen ein Lehen in „Hanpühel“. Obwohl die Hambühler (wie die Baudenbacher) nicht am Bauernaufstand von 1525 teilnahmen, ließ Markgraf Kasimir ihre Dorf „zur Straf“ ausplündern und niederbrennen. Die Zahl der selbständigen Haushaltungen („Mannschaften“) ging im Dreißigjährigen Krieg von 27 auf 10 zurück. Belegt sind die Ermordungen von Jakob Dalkner und Wolf Köttner in Hambühl sowie des Müllers Deiniger und des Bäckers Renner, die nach Gutenstetten geflüchtet waren. Im Siebenjährigen Krieg plünderte und brandschatzte die in Hambühl lagernde „Eilende Reichsarmee“ 1757 vor allem die Lamprechtsmühle.
Gegen Ende des 18. Jahrhunderts gab es in Hambühl wieder 26 Anwesen. Das Hochgericht übte das brandenburg-bayreuthische Stadtvogteiamt Neustadt an der Aisch aus. Die Dorf- und Gemeindeherrschaft hatte das brandenburg-bayreuthische Kastenamt Neustadt an der Aisch. Grundherren waren das Kastenamt Neustadt (2 Mühlen, 1 Wirtshaus, 1 Gülthof, 4 Huben, 1 Dreiviertelhube, 2 Halbhuben, 4 Sölden, 8 Häckersgüter, 1 Gütlein, 1 Freihof) und das Spital Neustadt an der Aisch (1 Häckersgut).
Von 1797 bis 1810 unterstand der Ort dem Justizamt Dachsbach und Kammeramt Neustadt. 1810 kam Hambühl an das Königreich Bayern. Im Rahmen des Gemeindeedikts wurde Hambühl dem 1811 gebildeten Steuerdistrikt Baudenbach und der 1813 gebildeten Ruralgemeinde Baudenbach zugeordnet. Mit dem Zweiten Gemeindeedikt (1818) entstand die Ruralgemeinde Hambühl. Sie war in Verwaltung und Gerichtsbarkeit dem Landgericht Neustadt an der Aisch zugeordnet und in der Finanzverwaltung dem Rentamt Neustadt an der Aisch (1919 in Finanzamt Neustadt an der Aisch umbenannt, 1972 Finanzamt Uffenheim). Ab 1862 gehörte Hambühl zum Bezirksamt Neustadt an der Aisch (1939 in Landkreis Neustadt an der Aisch umbenannt). Die Gerichtsbarkeit blieb beim Landgericht Neustadt an der Aisch (1879 in das Amtsgericht Neustadt an der Aisch umgewandelt). Die Gemeinde hatte 1964 eine Gebietsfläche von 3,943 km².
Am 1. Januar 1972 wurde Hambühl im Zuge der Gebietsreform in Bayern in Baudenbach eingegliedert.

### Baudenkmäler
In Hambühl gibt es vier Baudenkmäler:
- Haus Nr. 1: Mühle mit Scheune, Brunnen und Hofmauer
- Haus Nr. 38: Wohnstallhaus
- Haus Nr. 39: evangelisch-lutherische Filialkirche St. Matthäus mit Kirchhofmauer und Friedhof
- Haus Nr. 42: ehemaliges Brauereigasthaus

### Bodendenkmäler
In der Gemarkung Hambühl gibt es ein Bodendenkmal.

### Einwohnerentwicklung
| Jahr      | 1818   | 1840   | 1852   | 1855   | 1861   | 1867   | 1871   | 1875   | 1880   | 1885   | 1890   | 1895   | 1900   | 1905   | 1910   | 1919   | 1925   | 1933   | 1939   | 1946   | 1950   | 1952   | 1961   | 1970   | 1987   | 2014  |
| Einwohner | 206    | 234    | 250    | 240    | 228    | 245    | 233    | 244    | 244    | 226    | 222    | 216    | 232    | 231    | 236    | 205    | 212    | 209    | 197    | 294    | 299    | 276    | 230    | 194    | 184    | 170   |
| Häuser    | 37     | 45     |        |        |        |        | 44     |        |        | 43     | 43     |        | 44     |        |        |        | 46     |        |        |        | 40     |        | 46     |        | 53     |       |
| Quelle    | [ 20 ] | [ 21 ] | [ 22 ] | [ 22 ] | [ 23 ] | [ 24 ] | [ 25 ] | [ 26 ] | [ 27 ] | [ 28 ] | [ 29 ] | [ 22 ] | [ 30 ] | [ 22 ] | [ 31 ] | [ 22 ] | [ 32 ] | [ 22 ] | [ 22 ] | [ 22 ] | [ 33 ] | [ 22 ] | [ 15 ] | [ 34 ] | [ 35 ] | [ 2 ] |

## Wanderwege
Durch Hambühl führt der Wanderweg Roter Flieger.

## Religion
Bevor Hambühl eine eigene Pfarrei erhielt, bestand bereits die Kapelle St. Matthäus mit einem für 1414 belegten Kaplan. Um 1464/65, als es noch eine eigene Pfarrei war (allerdings mit dem Recht der vorherigen Mutterpfarrei Unternesselbach, den Pfarrer der Pfarrkirche St. Matthäus vorzuschlagen), wurde Hambühl 1544 nach Baudenbach eingepfarrt. Im Jahr 1757 erhielt die Kirche, deren älteste Glocke die Jahreszahl 1443 trägt, einen Neubau. Der Ort ist seit der Reformation überwiegend evangelisch-lutherisch. Die evangelischen Einwohner sind nach St. Lambert (Baudenbach) gepfarrt, römisch-katholische nach Mariä Himmelfahrt (Ullstadt).